# Hochalpe
Die Hochalpe (auch: Brucker Hochalpe oder Hochalm) ist eine Gebirgsgruppe des Steirisches Randgebirges. Sie wird manchmal als eigenständige Gruppe gezählt, manchmal als nordöstlicher Teil der Gleinalpe gesehen. Darüber hinaus ist Hochalpe auch der Name eines Bergmassivs innerhalb dieser Gebirgsgruppe.

## Begriffsbestimmung und Verortung

### Hochalpe als Gebirgsgruppe
Nach der amtlichen Landschaftsgliederung der Steiermark ist die Gleinalpe (dort Gebiet R.4) der „nordöstlichste Teil des Steirischen Randgebirges rechts der Mur,“ reicht also im Nordosten bis an das südlich von Bruck an der Mur gelegene Durchbruchstal des Flusses (Mittleres Murtal). Der letzte Abschnitt der Gleinalpe wird jedoch durch Gräben relativ markant entlang einer Linie zwischen Leoben und Frohnleiten abgeteilt. Aus nordwestlicher Richtung schneiden der (Große) Gößgraben und der etwas weiter südlich beginnende Schladnitzgraben in das Bergland ein, von Südosten der Gamsgraben. Alle drei Gräben laufen am sogenannten Sattel beim Almwirt (1170 m) zusammen. Laut amtlicher Gliederung kann die Hochalpe (Gebiet R.4a) nordöstlich jenes Sattels „zwanglos [als Teilgebiet aus der Gleinalpe] ausgesondert werden.“ Hinsichtlich des Geländereliefs lässt sich als Unterschied feststellen, dass die in der Gleinalpe teilweise noch vorhandenen Hochgebirgsformen in der Hochalpe nicht mehr vorkommen. Ungeachtet des Namens Hochalpe liegen die höchsten Gipfel dieser Gebirgsgruppe rund 300 Höhenmeter unter jenen der Gleinalpe.
Die Alpenvereinseinteilung der Ostalpen weist die Hochalpe nicht als eigene Gebirgsgruppe aus, sondern rechnet die Gleinalpe insgesamt den Lavanttaler Alpen zu. In der alten (1926), italienisch-französischen Partizione delle Alpi bildet die Hochalpe (Alpi di Hoch, 24c) eine eigenständige, der Gleinalpe (Alpi di Glein, 24b) gleichrangige Gruppe innerhalb der „Steirischen Voralpen“ (Prealpi di Stiria). Die neuere, sehr feingliedrige Einteilung SOIUSA kategorisiert die Gleinalpe als eine von drei sogenannten Obergruppen innerhalb der „Nordwestlichen Steirischen Voralpen“ (Prealpi nord-occidentali di Stiria) und untergliedert sie in die beiden Gruppen „Gruppo dello Speikkogel“ und „Gruppo Roßeck-Wetterkogel.“ Letztere gilt als Synonym für die Hochalpe.

### Die Hochalpe im engeren Sinn
Daneben bezeichnet (Brucker) Hochalpe aber auch das zentrale und nach Ausdehnung größte Bergmassiv innerhalb der gleichnamigen Gebirgsgruppe. Es umfasst die beiden fast gleich hohen und eng verbundenen Gipfel Wetterkogel (1643 m) und Herrenkogel (1642 m) sowie einige kleinere, vorgelagerte Rücken und Kuppen, darunter im Westen den Hühnerkogel (1593 m) und im Osten Bei den drei Pfarren (1428 m). Nach Süden wird dieses Massiv von den eingangs genannten Furche Großer Gößgraben – Sattel beim Almwirt – Gamsgraben begrenzt. Im Norden bilden der Kleine Gößgraben und der Trasattel (1304 m) die Grenze zum Roßeck, östlich anschließend grenzen Utschgraben, Eisenpass (1183 m) und Zlattengraben „die“ Hochalpe vom Hochanger ab. Hochalm ist außerdem der Name einer Alm an der Südwestseite des Wetterkogels.

## Wichtige Gipfel und Übergänge

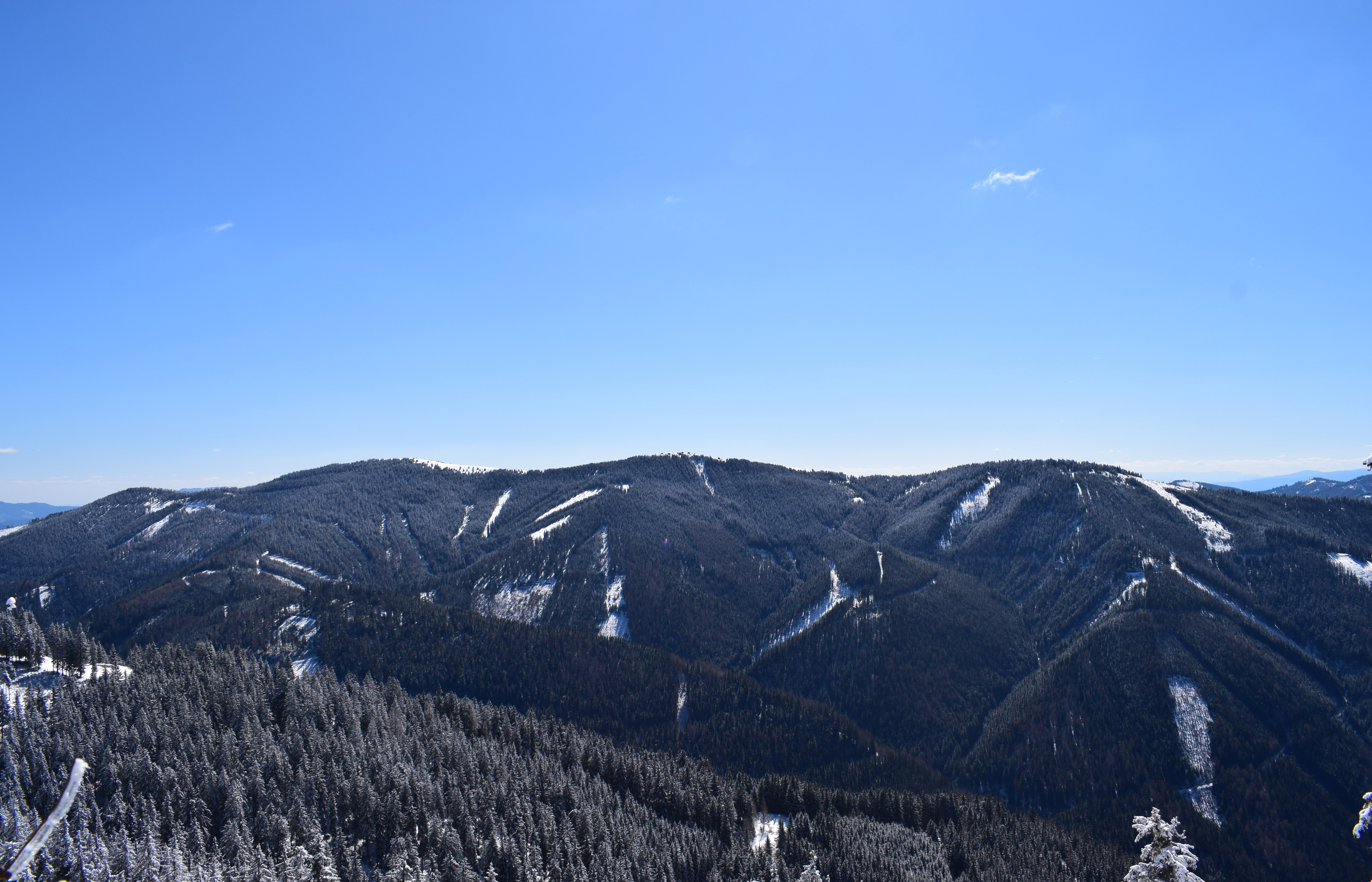
Blick vom Roßeck nach Südosten auf die Hochalpe im engeren Sinn

### Gipfel
Zu den wichtigeren bzw. höchsten Gipfeln der Hochalpe zählen:
- Roßeck (1664 m), höchster Gipfel der Hochalpe.
- Mugel (1630 m), „Hausberg“ von Leoben.
- Hühnerkogel (1593 m), westlicher Abschluss der Hochalpe im engeren Sinn.
- Wetterkogel (1643 m), höchster Gipfel der Hochalpe im engeren Sinn.
- Herrenkogel (1642 m), unmittelbarer Nachbar des Wetterkogels.
- Bei den drei Pfarren (1428 m), Ostteil der Hochalpe im engeren Sinn, historisch bedeutender Grenzpunkt.
- Brucker Hochanger (1308 m), „Hausberg“ von Bruck.

### Verkehrswege
Das erwähnte Durchbruchstal der Mur ist die einzige „ebenerdige“ Verbindung zwischen der Obersteiermark und dem Raum um Graz. Die Strecke entlang des in einem weiten Bogen fließenden Flusses stellt jedoch einen beträchtlichen Umweg dar. Somit waren Bergsättel, die direkte Wege durch die Hochalpe erschlossen, für die Städte Leoben und Bruck in der Vergangenheit von Bedeutung.
- Der Sattel beim Almwirt (1170 m) verbindet den von Westen kommenden (Großen) Gößgraben und den Schladnitzgraben mit dem von Osten kommenden Gamsgraben.
- Der Eisenpass (1183 m) verbindet den von Osten kommenden Zlattengraben mit dem von Norden kommenden Utschgraben.
- Der Trasattel (1304 m) verbindet den von Norden kommenden Utschgraben mit dem von Westen kommenden (Kleinen) Gößgraben und ermöglicht in Verbindung mit dem Eisenpass auch eine zweite West-Ost-Verbindung.
- Durch den von Osten kommenden Laufnitzgraben führt ein Weg auf den Zlattenberg (1175 m) und von dort via Bei den drei Pfarren direkt oder indirekt zu den vorgenannten Übergängen.